# Ibrahim Elkabbani
Ibrahim Elkabbani, né le 26 août 2002 à Gizeh, est un joueur professionnel de squash représentant l'Égypte. Il atteint, en juillet 2024, la 58e place mondiale sur le circuit international, son meilleur classement. 

## Biographie
En 2021, il se qualifie pour la première fois aux championnats du monde et s'incline au premier tour face à son compatriote  Karim El Hammamy.